# Auのイメージキャラクター
本記事では、au（KDDI／沖縄セルラー電話連合）のイメージキャラクターについて詳細に説明する。

## イメージキャラクター
各種サービスメインキャラクター（例：au 4G LTE CA、およびau VoLTE、auスマートバリュー(全国版)、カケホとデジラ、ビデオパス、auの学割、au WALLET、au向けiPhoneシリーズ等）

### au（英雄）三太郎シリーズ

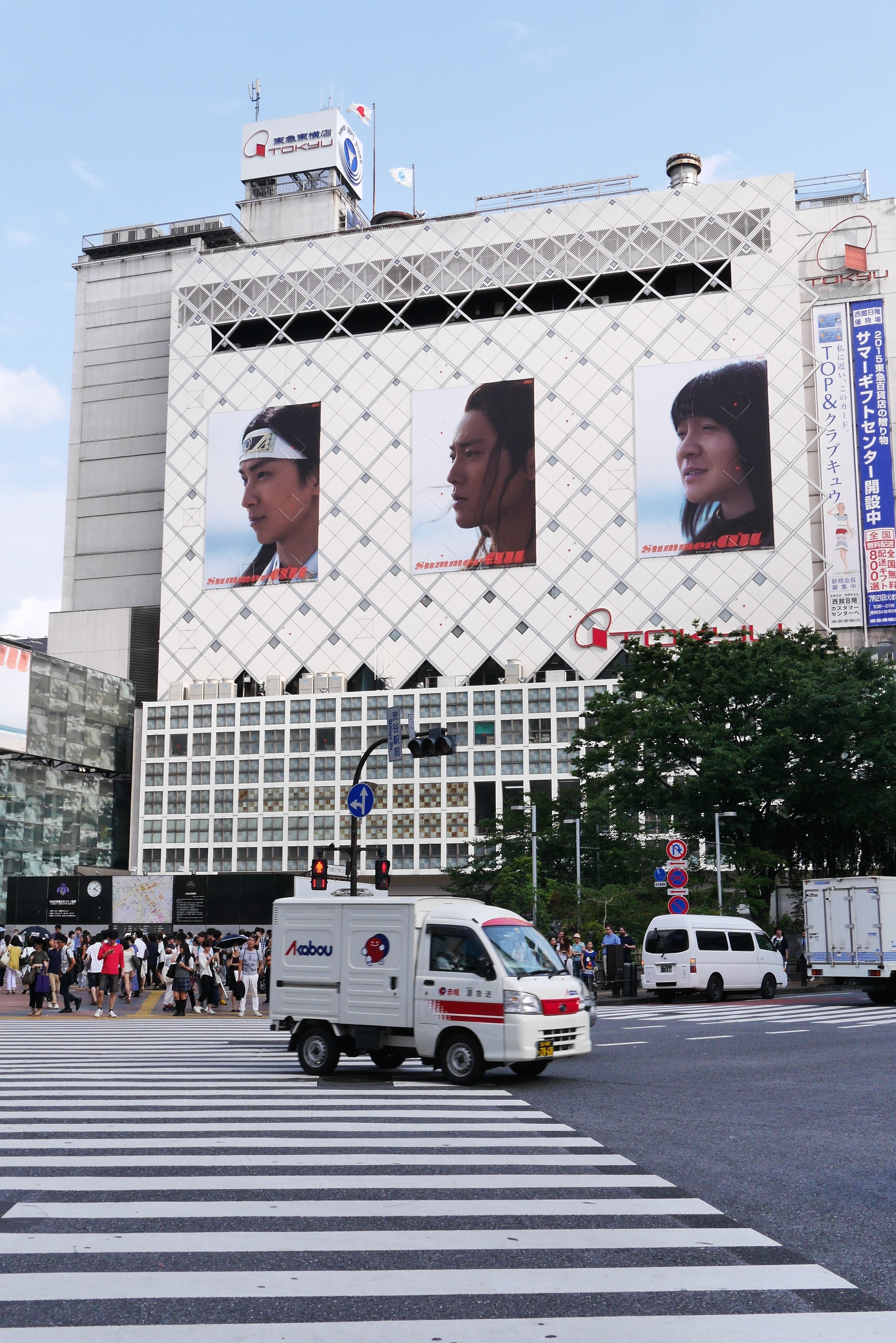
au三太郎（左から、桃ちゃん、浦ちゃん、金ちゃん）

#### 登場人物

##### 三太郎
桃太郎（桃ちゃん）auスマートバリュー
演 - 松田翔太：2015年1月1日より登場（幼少期 - 寺田心：2016年9月6日より登場）。
幼少の頃、いじめられていたところを浦ちゃんと金ちゃんに助けられ、三人の太郎（三太郎）は友だちに。
乙姫と何とかして結婚したい浦島にどうやって告白するかを相談される。
妻はかぐちゃん。お供に犬2匹・猿2匹・子だくさんのキジがいる。
金太郎と木刀で試合をしたとき、目に見えない速さで金太郎の木刀を弾き飛ばした。
金太郎と共に今まで浦島の家がどんなものか知らなかったが、浦島からそれがどんな家か聞かされて驚嘆し、どうやって寝ているのかや雨の日はどうしているのかと尋ね、浦島に新しい家を作ることを提案する。
義理の姉は乙ちゃん、義理の妹は織ちゃん。
登場話数 1 - 14・16 - 26・28 - 44・48 - 59・61 - 69・71 - 82・84 - 88・90 - 93・95 - 
犬・猿・キジ
声 - 波田陽区（犬）・山田ルイ53世（猿）・つぶやきシロー（キジ）：2017年8月22日より登場。
桃ちゃんのお供。契約更新したものの出番がないことに不満を漏らしている。
登場話数 83
桃太郎の爺
演 - 松田翔太：2018年9月12日より登場。
桃太郎を育てている爺。
登場話数 109
浦島太郎（浦ちゃん）au WALLET
演 - 桐谷健太：2015年1月1日より登場幼少期 - 燕星宙：2016年9月6日より登場）。
漁師。手乗りの小さな陸ガメが案内してくれる竜宮城に週3回は通う常連で、乙ちゃんのことが好き。歌と三線が得意。
他の二人と異なり、普通の漁師のはずだが、残像が発生する程高速でパンチを放ち、蹴りで木を蹴り倒すなど、他の二人に負けず劣らずの身体能力を持っている。
ある日、魚釣りを行った帰りに自分の家の近くの砂浜で落ちていた空き瓶を拾い、中に入っていた手紙を読むとその内容が「神様、どうか浦ちゃんの家を作ってあげてください」という少年の願いが書いてあった。浦島の家が壁のない吹きさらしの家だったことから、浦島はその優しさに涙する。桃太郎・金太郎の協力により第105話で海亀の形をした新しい家が完成した。
登場話数 1 - 44・46 - 59・61 - 69・71 - 82・84 - 88・91 - 93・95 -  
浦島の父
演 - 桐谷健太：2018年9月12日より登場。
浦島太郎の父。息子の名前を「“何”太郎」にするか迷っていた。
登場話数 109
浦島の母
演 - 菜々緒：2018年9月12日より登場。
浦島太郎の母。息子の名前を「太郎」と決めた。
登場話数 109
金太郎（金ちゃん）auの学割 au新スマホ auのiPhone 三太郎の日　
演 - 濱田岳：2015年1月1日より登場（幼少期 - 髙木勇真：2016年9月6日より登場）。
共学の寺子屋に通っている。お金絡みで興奮すると「かね太郎」に豹変する。お供は喋る子熊。海外の人（別人）とは友だち。妻は織ちゃん、義理の姉は乙ちゃんとかぐちゃん。
織ちゃんのことが好きになり餅つきの最中に告白して付き合い始め、その後仲良くペアルックで楽しそうに腕を組んで歩く姿を桃太郎と浦島太郎に目撃され、2人をイラつかせた。
桃太郎と木刀で試合をしたとき、金太郎の木刀が目に見えない速さで弾き飛ばされた。
今まで浦島の家がどんなものか知らなかったが、浦島からそれがどんな家か聞かされて驚嘆し、「こんな家！住みたくねえ！」と言葉を漏らす。
浦島の新しい家の製作を手伝っているときに、織ちゃんから元彼の彦星を紹介され、嫉妬心から自ら「今彼です」と挨拶し、彦星を退散させた。その後、彼と意気投合して友人となる。
第114・115話では、自身の前掛けを制服にするという公約を掲げ学校の生徒会長選挙に立候補するも、同じく生徒会長に立候補していた高杉くんに敗れる。その後、無償になった学食を利用し、さらに変装までして2人分の食事を手に入れようとした(第118話)。また、高杉くんと細杉くんに先輩風を吹かせていた(第119話)。
登場話数 1 - 28・30 - 37・40 - 43・46 - 49・51 - 59・61 - 69・71 - 82・84 - 88・91 - 93・96 - 111・113 - 119・121 - 138・140 - 166
金太郎の父　
演 - 濱田岳：2018年9月12日より登場。
金太郎の父。
登場話数 109
銀太郎　
演 - 濱田岳：2018年9月24日より登場。
金太郎の弟（次男）。金太郎にそっくりで、金太郎とは年子。
登場話数 111・112
銅太郎　
演 - 濱田岳：2018年9月24日より登場。
金太郎の弟（三男）。金太郎にそっくりで、銀太郎とは年子。
登場話数 111・112

##### ドS姫姉妹
かぐや姫（かぐちゃん）au ひかり
演 - 有村架純：2015年3月5日より登場。
姫姉妹の次女。夫は桃ちゃん、姉は乙ちゃん、妹は織ちゃん。実家は月にある。桃ちゃん曰く、鬼嫁。
目に見えない速さでいなりずしを食べたことがある。
妹の織姫のやんちゃぶりに手を焼いている。
登場話数 8 - 9・13・16 - 18・20・21・23 - 25・28・29・33・35・36・39・40・46・47・49・50・53・58・61・62・64・67・80・82 - 86・90・93・95・123
乙姫（乙ちゃん）au ライフデザイン
演 - 菜々緒：2015年6月1日より登場
姫姉妹の長女。陸にある竜宮城で様々な事業を営んでいる。妹はかぐちゃんと織ちゃん。義理の弟は桃ちゃんと金ちゃん。
時折、ドスの聞いた声で周りを威圧する。
三太郎が通う学校の先生（スパルタ教師）もやっている。
金太郎と彦星が頼んだ商品を持ってくる際にウィンクで彦星のハートを打ち抜く。
浦島と桃太郎を竜宮城の回転ずしでもてなし、実弟の存在をほのめかす。
登場話数 14・15・19・27・28・38・44・45・50・54・61・65・68・69・75・87・93・99・110・123
織姫（織ちゃん）au ピタットプラン
演 - 川栄李奈 : 2017年7月31日より登場。
姫姉妹の三女。空から降ってきた桃を蹴破って現れた。夫は金ちゃん。姉は乙ちゃんとかぐちゃん。義理の兄は桃ちゃん。彼女曰く「彼氏探しに来た」らしい。甘やかされて育てられたせいか、態度が大きくツンデレである。
月の実家を出る際は両親に大号泣されながらも見送られ、現在は生活費を稼ぐために長姉の乙姫が営む竜宮城でバイトリーダーとして、お店を手伝っている。
実家を出る際に父から寂しくなった時のために渡された愛という文字が書かれた黒箱を金太郎が誤って開封してしまい、激怒した。
その魔性ぶりは乙姫ゆずりであり、月にいる際は男たちからはもてはやされた。
ダンスが得意。
餅つきしている際に金ちゃんに告白されると、あっさり承諾し付き合い始める。
金ちゃんが浦ちゃんの新しい家の製作を手伝っているときに、元彼の彦星を紹介する。
登場話数 82・84 - 88・92・93・97・104・110・123
天帝（お父さん）au バリューリンクプラン
演 - 大沢たかお
天の神々を統括する無敵の王。姫姉妹の実父にして、桃ちゃんと金ちゃんの義父。織姫が実家を出る際に、愛という文字が書かれた黒箱を渡している。
親指姫（ママ）新au ピタットプラン
演 - 池田エライザ : 2019年05月12日より登場。
姫姉妹の実母にして、桃ちゃんと金ちゃんの義母。
やばい鬼にやられた鬼ちゃんの仇を取るために立ち上がる桃太郎たちに対して、「いいね！鬼退治」と言いながらサムズアップしつつ庭の灯篭の上に突然現れた。
なお、一寸法師サイズの身長のために三太郎たちはどこから誰が話しているか分からずにいたが、かぐや姫が見つけ姫姉妹は「ママ」と言いながら彼女に対して嬉しそうに手を振っている。
登場話数 123・124

##### 5爺
笹野高史が全て演じている。
桃爺
登場話数 144
こぶとり爺
登場話数 144
花咲爺
登場話数 144
意地悪爺
登場話数 144
欲張り爺
登場話数 144

##### その他の登場人物
鬼（鬼ちゃん）スーパーカケホ auでんき ピタット学割
演 - 菅田将暉：2015年9月18日より登場。
桃ちゃんに鬼退治された後に友だちになった。8児の父で妻は鬼嫁。副業で雷さま・おしるこ屋・雷おこし屋等を営み、チョコも売っている。紙芝居屋も始めた。太鼓が得意。
息子が三太郎たちと一緒に歩いているところを後ろからコッソリとつけて来たので、「ついてこないで！」と怒られる。
登場話数 22・24・26・28・29・31・35・42・46・48・58・60・61・66・74・93 - 96・98・100・107・114・119 - 120・122 - 123・125・127・134・137 - 139・154・161・164・166・168 - 169・171・173
鬼嫁
演 - 田中みな実：2023年9月1日より登場。
8児の母で夫は鬼ちゃん。夫曰く相当怖い鬼嫁で2年1回ぐらい日ごろの感謝としてプレゼント（島）を貰っており、まだ幼いわが子たちの育児と家事に奮闘中である。
登場話数 169 - 173
赤鬼
演 - 鈴木福：2018年1月4日より登場。
鬼ちゃんの息子。勉強好きなしっかり者の長男。父と外で焚火しながら進学をどうするかを尋ねられて、家の家計の大変さからお気遣い、父の電気屋さん（雷さま）を手伝いたいと返答するも、進学するよう諭される。
父が沢山の副業をやっているのは知っているが、本業がどれなのかはわかっていない。
三太郎と乙ちゃんが通う学校にとある春に入学してきたが、反抗期に突入し、難しい年ごろになってきた。
同じ学校に通う村娘に初めて恋し、金ちゃんに相談するも父と他の三太郎にバラされて激怒する。
登場話数 94・96・98 - 100
青鬼
演 - 未定
鬼ちゃんの息子。次男。CMには名前のみ登場。
鬼子
演 - 未定
鬼ちゃんの娘。長女。CMには名前のみ登場。
オニオン
演 - 未定
鬼ちゃんの息子。三男。CMには名前のみ登場。
おにぎり
演 - 未定
鬼ちゃんの息子。四男。CMには名前のみ登場。
おいなり（？）
2016年7月20日より登場
鬼ちゃんの息子（？）。五男（？）。三つ子のうちの一人。まだ赤ん坊であり、かぐちゃんと桃ちゃんに預かってもらっていることがある。
登場話数 46
花咲爺（花じい）
演 - 笹野高史：2016年3月3日より登場。
桃ちゃんの知り合い。灰で花を咲かせたり、色々なものを大きくさせたりする。
登場話数 36・39・119・132・140・144
一寸法師（一寸）
演 - 前野朋哉：2016年6月1日より登場。
花じいの灰で大きくなり、鬼ちゃんの雷おこしを食べて元のサイズに戻った。乙ちゃんの策略により竜宮城で住み込みで働かされている。
登場話数 40 - 44・47 - 48・51・61・119
海外の人（白雪姫？）
演 - アリーシャ・コリンズ：2016年6月24日より登場。
道端に倒れていたところをフェスに行く途中だった一寸と三太郎に助けられた外国人の女性。
登場話数 43・51
海外の人（別人）
演 - アリ・マリー：2016年9月24日より登場。
金ちゃんが上記の女性（白雪姫？）だと思い込んで仲良くなった外国人の女性。ただし、桃ちゃんと浦ちゃんは別人だと認識している。
登場話数 51・61・66
神様
演 - マイケル・カリスマ：2016年11月11日より登場。
浦ちゃんが金ちゃんの斧を誤って池に落とした際に、金の斧と銀の斧を持って池の中から現れた。しかし三太郎は斧のことよりも池から出てきた神様が濡れていないことに気を取られていた。
登場話数 57・93
彦星
演 - 前野朋哉：2018年7月6日より登場。
織姫の元彼。別れても年に1回、七夕の日に会うことになっている。容姿は一寸法師に似ている。三太郎が浦ちゃんの新しい家の製作をしているときに、織ちゃんから三太郎たちに紹介されるが、嫉妬した金ちゃんに「今彼です」と挨拶され、その迫力から退散した。その後、金ちゃんと意気投合して友人となり、織ちゃんとの恋を吹っ切る。また金ちゃんと行った竜宮城で出会った乙ちゃんに一目惚れするが、その場に居合わせた浦ちゃんに「乙ちゃんはダメ」と言われている。
登場話数　103・109
大黒天 au PAY
演 - 荒川良々：2020年3月2日より登場。
七福神の一人。「たぬきの正体」篇では何故かしっぽが生えていることがある。
登場話数　141・143・145・148
一休（一休ちゃん）auワイド学割
演 - 岡山天音：2021年1月14日より登場。
「このはしわたるべからず」と書かれた看板の前で立ち尽くす三太郎の前に現れ、頓知を効かせると思いきや「学校休みましょう」と言う。その後三太郎と乙ちゃんの店に行き、初めての人は「一杯無料」のところ「いっぱい無料」と頓知を効かせたら乙ちゃんに怒られた。年齢は29歳。
高杉くん
演 - 神木隆之介：2018年11月29日より登場。
意識高すぎ！高杉くんシリーズからの出演。学食を0円にするという公約を掲げ三太郎が通う学校の生徒会長選挙に立候補して見事当選し、副会長に細杉くんを任命する。
登場話数 113 - 115・118
細杉くん
演 - 中川大志：2018年12月31日より登場。
意識高すぎ！高杉くんシリーズからの出演。生徒会長選挙に当選した高杉くんにより、副会長に任命される。
登場話数 114 - 115・118
松本さん
演 - 松本穂香：2018年12月31日より起用。
意識高すぎ！高杉くんシリーズからの出演。115話に高杉くん・細杉くんと共に登場。
登場話数 114
桃姫
演 - 村山輝星：2021年8月24日より起用。
au 5G「つながる歌」篇から登場した桃ちゃんとかぐちゃんの娘。前回のau 使い放題MAX「大きな桃」篇でかぐちゃんが川から拾ってきた大きな桃から生まれた赤ちゃんが成長した姿である。
あまのじゃ子（あまちゃん）
演 - あの：2023年2月24日より起用。
竜宮城の新人。その名の通りあまのじゃくである。実は鬼ちゃんの姪。
あげすぎ謙信
演 - 冨家ノリマサ：2025年2月4日より起用。
「あげすぎ謙信」篇に出演。「Pontaパス」を持つ三太郎たちに塩をあげすぎるキャラクター。モチーフは上杉謙信。
CMナレーション
マリナ・アイコルツ：2015年1月1日より登場。
第100話では赤鬼が恋する村娘として顔出しで登場している。
登場話数 1 - 20・22 - 27・29 - 39・41 - 44・46 - 48・50 - 55・57 - 59・62 - 79・81・83 - 88・90 - 92・94 - 99 - 113・115 - 118・120 - 133・135 - 143・145 - 153・155 - 160・162 -

#### CMリスト
太字は広告コピー。

#### 初のアニメーションCM
- 2020年6月3日より「たぬきの正体」篇が全国で放映開始。製作当時は、新型コロナウイルスの影響のため、おなじみの三太郎に加えて、大黒天がアニメーション化され、キャラクターの声優を本人たちが務めることとなった[50]。

#### 配信CMソング
| au限定配信期間                                                                        | 発売日                                            | アーティスト           | タイトル               | CM                                                 |
| ------------------------------------------------------------------------------------- | ------------------------------------------------- | ---------------------- | ---------------------- | -------------------------------------------------- |
| 2015年07月31日 - 2015年08月31日                                                       | 2015年12月02日                                    | 浦島太郎（桐谷健太）   | 海の声                 | 「海の声」篇（2015年）                             |
| 2016年01月05日 - 2016年01月17日（ショート） 2016年02月19日 - 2016年02月26日（フル）   | 2016年01月18日（ショート） 2016年02月26日（フル） | AI                     | みんながみんな英雄     | 「春のトビラ・みんながみんな英雄」篇（2016年）     |
| 2016年12月22日 - 2017年01月22日                                                       | 2017年03月22日                                    | 菅田将暉               | 見たこともない景色     | 「応援」篇（2016年）                               |
| 2017年01月13日 - 2017年01月22日（ショート） 2017年02月03日 - 2017年03月02日（フル）   | 2017年03月08日（フル）                            | WANIMA                 | やってみよう           | 「春のトビラ・やってみよう」篇（2017年）           |
| 2018年01月05日 - 2018年01月025日 (ショート) 2018年01月026日 - 2018年 03月01日（フル） | 2018年03月03日（フル）                            | yonige                 | 笑おう                 | 「春のトビラ・笑おう」篇（2018年）                 |
|                                                                                       | 2019年01月09日                                    | GReeeeN                | 一緒にいこう           | 「春のトビラ・一緒にいこう」篇（2019年）           |
|                                                                                       | 2020年01月06日                                    | Half time Old          | みんな自由だ           | 「春のトビラ・みんな自由だ」篇（2020年）           |
| 2021年01月014日 -                                                                     | 2021年01月014日                                   | 親指姫（池田エライザ） | みんなってエブリワン！ | 「春のトビラ・みんなってエブリワン！」篇（2021年） |
| 2021年08月024日 -                                                                     |                                                   | もーりーしゅーと       | ずっともっと           | 「つながる歌」篇（2021年）                         |

#### 受賞
| 賞                                 | 受賞                                                 | 受賞対象                                                                                                   |
| ---------------------------------- | ---------------------------------------------------- | --- |
| 2015年度TCC賞                      | TCC賞（一般部門）                                    | 篠原誠 / 野﨑賢一 / 佐藤舞葉                                                                               |
| 2015 55th ACC CM FESTIVAL          | ACCゴールド（フィルム部門Aカテゴリー）               | 三太郎シリーズ                                                                                             |
| 2015 55th ACC CM FESTIVAL          | クラフト賞（フィルム部門）                           | 浜崎慎治（ディレクター） 坂巻亜樹夫（エディター） 松田翔太 / 桐谷健太 / 濱田岳 / 有村架純 / 菜々緒（演技） |
| 第68回広告電通賞                   | 最優秀賞（テレビ広告 情報・通信部門）                | 「桃太郎の出生」篇 / 「三匹セット」篇 / 「玉手箱」篇                                                       |
| BRAND OF THE YEAR 2015             | 2015年度銘柄別CM好感度ランキング 第1位               | KDDI / 三太郎シリーズ                                                                                      |
| 2015年クリエイター･オブ･ザ･イヤー  | 2015 CREATOR OF THE YEAR                             | 篠原誠 |
| 第45回フジサンケイグループ広告大賞 | 優秀賞（メディアミックス部門）                       | 三太郎シリーズ                                                                                             |
| 第45回フジサンケイグループ広告大賞 | 最優秀賞（メディア部門テレビ）                       | 「春のトビラ・あたらしい英雄・桃太郎」篇 / 「夏のトビラ・竜宮城」篇 / 「秋のトビラ・もうひとつの鬼退治」篇 |
| 第45回フジサンケイグループ広告大賞 | 優秀賞（クリエイティブ部門テレビ）                   | 「春のトビラ・あたらしい英雄・桃太郎」篇 / 「夏のトビラ・竜宮城」篇 / 「秋のトビラ・もうひとつの鬼退治」篇 |
| 2016年度TCC賞                      | TCCグランプリ（一般部門）                            | 篠原誠 / 野﨑賢一 / 佐藤舞葉                                                                               |
| 第53回ギャラクシー賞               | 大賞（CM部門）                                       | 三太郎シリーズ                                                                                             |
| 第53回ギャラクシー賞               | 奨励賞（CM部門）                                     | 「春のトビラ・みんながみんな英雄」篇                                                                       |
| 2016 56th ACC CM FESTIVAL          | 総務大臣賞／ACCグランプリ（フィルム部門Aカテゴリー） | 三太郎シリーズ                                                                                             |
| 2016 56th ACC CM FESTIVAL          | クラフト賞（フィルム部門）                           | 重森豊太郎（カメラマン）                                                                                   |
| 第69回広告電通賞                   | 優秀賞（テレビ広告 企業・公共部門）                  | 「春のトビラ・みんながみんな英雄」篇                                                                       |
| 第69回広告電通賞                   | 優秀賞（テレビ広告 シリーズ部門）                    | 「秋のトビラ・もうひとつの鬼退治」篇 / 「鬼、登場」篇 / 「鬼と鬼嫁」篇                                     |
| 第69回広告電通賞                   | 広告電通賞特別賞                                     | 三太郎シリーズ                                                                                             |
| BRAND OF THE YEAR 2016             | 2016年度銘柄別CM好感度ランキング 第1位               | KDDI / 三太郎シリーズ                                                                                      |
| 日テレCM大賞2016                   | 日テレCM大賞                                         | 「秋のトビラ・三太郎の出会い」篇                                                                           |

### 意識高すぎ!高杉くんシリーズ
※2021年1月現在
高杉くん
演 - 神木隆之介：2018年1月30日より起用。
声 - 子安武人：2018年4月1日放送の特別CM「購買部」篇
松本さん
演 - 松本穂香：2018年1月30日より起用。
細杉くん
演 - 中川大志 : 2018年6月4日より起用。
高杉くんの祖母
演 - 宮崎美子：2019年1月31日より起用。
高杉くんの母
演 - 村岡希美：2019年12月より起用。
貯杉先生
演 - 西野七瀬：2021年1月18日より起用。

### au 5G
松田翔太・桐谷健太・濱田岳（2020年3月30日 - ）：これまでの三太郎ではなく、松田・桐谷・濱田の三人が現代での5G体験する様子を描いている。

### auショップショートドラマ
店員
演 - 足立梨花：2016年7月4日より起用。

### その他サービス
povo 2.0
霜降り明星
ハラミちゃん
空気階段
コウテイ
えりなっち
広瀬アリス
au PAY マーケット（au Wowma!）
乃木坂46：2020年3月19日から起用。メンバーは齋藤飛鳥・堀未央奈・与田祐希・遠藤さくら・久保史緒里・岩本蓮加・筒井あやめの7人。

### 各メーカー製端末向けキャラクター
シャープ
- 加藤綾子（2016年夏モデル「AQUOS SERIE SHV34」）

## 過去のイメージキャラクター

### かつてのメインキャラクター・サブキャラクター
- 織田裕二（旧日本移動通信・DDIセルラーグループから継続起用）:「cdmaOne」※NTTドコモとのCM契約が終了した直後のため当時話題に。
- 菅野美穂（旧日本移動通信・DDIセルラーグループから継続起用）
- 浅野忠信（後にNTTドコモのCMキャラクター）
- 妻夫木聡：「ダブル定額」「パケット割」「EZ助手席ナビ」篇（後にNTTドコモのCMキャラクター）
- 速水もこみち(主に機能、製品の広告に出演。後にソフトバンクモバイルのカタログ・ウィルコムのCMに登場)
- 木梨憲武：2007年1月から2008年1月までauひかり（当時ひかりone）のイメージキャラクター。
- 木村カエラ：2007年1月から2008年1月までauひかり（当時ひかりone）のイメージキャラクター。
- 仲間由紀恵：2002年10月以降より起用されていた総合イメージキャラクターで主に割引制度、キャンペーンの広告に出演。ただしナレーションのみの出演の場合もある。他に、2008年2月より本家KDDIの「ひかりone」のイメージキャラクターにも起用されたのち、2009年8月の「指定通話定額」（のちのガンガントーク）を最後にauの総合イメージキャラクターを勇退した。その後auの本体であるKDDIの企業CM「KDDI ECO」の総合イメージキャラクターに2011年9月末まで起用されていた。野球甲子園撚りのみ 阪神甲子園球場
- 土屋アンナ：2009年10月から2011年9月まで割引サービス各種（ガンガンシリーズ）、2010年1月から2011年9月までauひかり、それぞれに起用されていたイメージキャラクター。
- 嵐：2008年2月以降から2012年1月中旬まで起用。iidaおよびWindows Phone、iPhone 4S、簡単ケータイシリーズ、URBANOシリーズ、mamorinoシリーズ、Mi-Lookを除くau携帯電話 & auスマートフォン、auひかり、および割引サービス各種（「ともコミ」など、2011年10月以降より）。
- 伊勢谷友介：2012年1月下旬から同年12月下旬まで起用。主にau Wi-Fi SPOT、およびビデオパスのCMに出演。かつてJ-PHONE九州エリアのイメージキャラクターを務めていた。
- 巨人の星より：2012年1月下旬から2013年1月中旬まで起用。
  - 星飛雄馬（声・古谷徹）
  - 星一徹（声・加藤精三）
  - 星明子（声・白石冬美）
  - 花形満（声・井上真樹夫）
- 井川遥：2012年1月下旬から2014年1月上旬まで起用。主にauひかり、およびauスマートパス(当初のみ)、au 4G LTEのCMに出演。かつて同じauの京セラ製携帯電話のイメージキャラクターを務めていた時期があり(下記参照)、事実上の再登板となった。なお2000年代前半にはNTTドコモ中国のCMにも出演していた。
- 前田旺志郎（まえだまえだ）：2013年2月上旬から2014年1月上旬まで起用。
- 剛力彩芽：2012年1月下旬から2014年5月末まで起用。主にauスマートバリュー[74]、およびauスマートパス、auひかり、au 4G LTE、女子割／男子割、auの学割（2013年度のみ）などの各種割引サービスのCMに出演している[75]。
- 森三中：2013年2月から2014年6月1日まで起用。当初はサブキャラクター扱いだったが2013年12月より総合イメージキャラクターに昇格した。主にauの学割、およびauスマートパス、auひかり（村上知子は除く）などのCMに出演していた。
- 哀川翔：2013年9月から2014年5月末まで起用。当初はサブキャラクター扱いだったが2014年1月17日より総合イメージキャラクターに昇格した。このほか、後述するauの学割（2014年度）、およびauスマートバリューのCMにもサブキャラクター扱いとして出演していた[76]。
- 福士蒼汰：2014年1月17日から同年12月31日まで起用。
- 杉咲花：2014年6月2日から同年12月31日まで起用。(後にソフトバンクのCMキャラクター)
- 柳原可奈子：2014年6月2日から同年12月31日まで起用。
- 所ジョージ：2014年5月16日より起用。au WALLETのCMに出演。1998年から1999年にかけてKDDIの前身であるケイディディ（KDD）の001国内電話（中継電話）のイメージキャラクターとしてCM出演しており、事実上15年ぶりの再起用となっていた。
- 岡山天音
- 夏帆 かつてTu-Kaのキャラクター
- 斉藤由貴

### 番組連動キャラクター
- 赤坂泰彦 : 2006年10月から2013年3月まで放送されていたKDDI一社提供の音楽番組「Music Lovers」（日本テレビ毎週日曜23:30～24:00）がスタートし、番組司会とともに、au携帯電話の新製品・新サービスやau携帯電話サービス「EZチャンネル」を紹介する番組連動テレビCMの進行役をつとめる。あわせて、彼の進行でこの番組の舞台裏を披露する「Music Lovers for EZ」が「EZチャンネル」にて、毎週日曜にau携帯電話へ配信されていた。

### 地域限定キャラクター
- ブラックマヨネーズ : （関西地区限定、FM802とe-radioの提供番組のみ）
- 鹿島アントラーズ : 所属選手（茨城県限定、中田浩二ら一部選手）
- 博多華丸・大吉 : （九州地区限定）
- 小島よしお・ガレッジセール : （沖縄地区限定）

### 各メーカー製端末向けキャラクター
カシオ計算機（製造委託・カシオ日立モバイルコミュニケーションズ→NECカシオ モバイルコミュニケーションズ）
- 橋本麗香（2003年冬モデル「A5403CA」） - のちにNECのNTTドコモ向けの端末のCMイメージキャラクターに起用。
- 玉山鉄二（2008年夏モデル「G'zOne W62CA」）
- 杏（2008年秋冬モデル「EXILIMケータイ W63CA」）

日立製作所（現・日立コンシューマエレクトロニクス、製造委託・カシオ日立モバイルコミュニケーションズ）
- ココリコ（2001年冬モデル「C3001H」）
- 安藤裕子（2005年秋モデル「W32H」）
- 伊東美咲（2007年夏モデル「W52H」、2007年秋冬モデル「Woooケータイ W53H」、2008年夏モデル「Woooケータイ W62H」、2008年秋冬モデル「Woooケータイ W63H」※カタログのみ、2009年春モデル「Woooケータイ H001」※カタログのみ） - かつて2005年から2006年までボーダフォン日本法人（現・ソフトバンク）のイメージキャラクターに起用されていた。

ソニー・エリクソン・モバイルコミュニケーションズ→ソニーモバイルコミュニケーションズ
- YUKI（2005年春モデル「W31S」） - のちにNECのNTTドコモ向けの端末のCMイメージキャラクターに起用。
- Def Tech（2006年春モデル「W41S」）
- 沢尻エリカ（2007年春モデル「W51S」 -  2008年春モデル「W54S」）
- 小栗旬（2008年春モデル「W61S」/「W62S」、2008年夏モデル「フルチェンケータイ re (W63S)」、2008年秋冬モデル「Walkman Phone, Xmini (W65S)」、2009年春モデル「Walkman Phone, Premier3(SOY01)」/「Cyber-Shotケータイ S001(SO001)」、2009年冬モデル「BRAVIA Phone U1」、2010年夏モデル「Cyber-Shotケータイ S003(SO003)」/「BRAVIA Phone S004(SO004)」）
- 北川景子（2011年春モデル「Cyber-Shotケータイ S006」） - かつてNTTドコモのイメージキャラクターに起用されていた。
- VAMPS（2013年夏モデル『Xperia UL SOL22』）- ただしCM本編にはhyde（L'Arc〜en〜Ciel）のみ出演していた。
- スパイダーマン（2014年春モデル「Xperia Z Ultra SOL24」）

東芝
- BoA（2001年冬モデル「C5001T」 - 2004年冬モデル「W21T」、2007年春モデル「W51T」 - 2008年春モデル「W56T」）
- 矢井田瞳（2003年春モデル「A5304T」）
- hitomi（2004年春モデル「A5504T」） - かつて三菱電機製のNTTドコモ向け端末のイメージキャラクターに起用されていた。
- 大塚愛（2005年夏モデル「W31T」、「A5511T」 - 2006年冬モデル「W47T」）
- 矢沢永吉（トヨタケータイ(開発、製造委託元・東芝)「TiMO W44T II 」） - のちにイー・モバイル（イー・アクセス）のCMイメージキャラクターに起用。
- 黒木メイサ（2008年夏モデル「W62T」/「Sportio (W63T) 」）
- 千紗(GIRL NEXT DOOR)（2008年秋冬モデル「W65T」）

富士通東芝モバイルコミュニケーションズ→富士通モバイルコミュニケーションズ
- 三浦春馬（2011年春モデル「REGZA Phone IS04／IS04FV」・2011年冬モデル「ARROWS Z ISW11F」）[77]
- EXILE（2012年夏モデル「ARROWS Z ISW13F」）

三洋電機
- 椎名林檎 : （2004年夏モデル「W21SA」） - 後に後述する同キャリアのLGエレクトロニクス製端末のイメージキャラクターに起用。

京セラ
- 中村獅童（2003年春モデル「A5305K」）
- 長渕剛（2004年秋モデル「A1403K」）
- 井川遥（京セラ 2007年秋冬モデル「W53K」、2008年春モデル「W61K」、2008年夏モデル「W62K」/「W63K」/「W64K」、2008秋冬モデル「W65K」） - CMの出演歴については前述の通り。
- 安座間美優・高橋メアリージュン（2008年夏モデル「W64SA」※SANYOブランド）
- ドラえもん (2011年冬モデル「DIGNO ISW11K」)
- ルパン三世 (2012年夏モデル「URBANO PROGRESSO(KYY04)」)
- スーパーマン（2012年冬モデル「DIGNO S KYL21」）

シャープ
- CHEMISTRY（2007年春モデル「W51SH」）
- Perfume（2008年夏モデル「W62SH」） - 後にiida端末「LIGHTPOOL（TSX05・東芝製）」のCMソングに起用。[78]
- flumpool（2011年夏モデル「AQUOS PHONE IS11SH」[79]／2012年夏モデル「AQUOS PHONE CL IS17SH」） - かつてLISMOのCMソングに2回起用されていた。
- 野村周平（2013年夏モデル「AQUOS PHONE SERIE SHL22」・2013年冬モデル「AQUOS PHONE SERIE SHL23」） - 以前、NTTドコモのCMに出演していたことがある。
- HKT48（2014年夏モデル「AQUOS SERIE SHL25」）

HTC Nippon
- 乃木坂46（2012年夏モデル「HTC J ISW13HT」、2012年冬モデル「HTC J butterfly HTL21」、2014年秋モデル「HTC J butterfly HTL23」） - 後にソフトバンクの白戸家CMに出演、後にau PAY マーケットのCMに出演。
- ベッキー（2013年夏モデル「HTC J One HTL22」） - かつてボーダフォン日本法人（現・ソフトバンク）のイメージキャラクターに起用されていた。

LGエレクトロニクス・ジャパン
- 川口春奈（2013年冬モデル「isai LGL22」・2014年夏モデル「isai FL LGL24」） - 以前、auが展開するサービスである「LISMO!」のCMに出演していたことがある。
- 椎名林檎（2014年冬モデル「isai VL LGV31」・2015年夏モデル「isai vivid LGV32」） - 以前、東京事変名義で同キャリアの三洋電機製端末「W21SA」のイメージキャラクターに起用されていたことがある。LGV32はLGエレクトロニクス名義ではなくau名義でのCM放映となった。

サムスン・テレコミュニケーションズ・ジャパン
- 松井珠理奈（SKE48）（2015年夏モデル「Galaxy S6 edge SCV31」）- au向けGalaxy S6 edgeはサムスン電子ではなく、上記のisai vivid LGV32同様au名義でのCM放映となった。

### 劇団なかま編
- 温水洋一（後にLGエレクトロニクス・ジャパンのNTTドコモ向け端末「L-04A」のCMに出演。）
- 佐々木蔵之介（かつて、J-PHONEおよびボーダフォン日本法人（現・ソフトバンク）のCMに出演したことがある）
- 高橋良輔

### au shopping mall 篇
- 相沢紗世

### au Smart Sports 篇
- 相沢紗世
- KARA

### ケータイの掟篇
- 篠原涼子 : 他に、本家KDDIの「メタルプラス電話」のCMにも出演していた。
- 杏さゆり
- 忍成修吾

### 「敬老の日に新しいカンタンを贈ろう」キャンペーン篇
- 桂歌丸
- 森迫永依

### MNP大満足キャンペーン「端末ラインナップ」
- いとうせいこう : 替える理由「電波」篇（仲間と共演）
- 榮倉奈々 :「ダブル定額ライト」篇・「ワンセグ」篇（速水と共演）、替える理由「ダブル定額ライト」篇（仲間と共演）
- 大沢あかね : 替える理由「MY割」篇（仲間と共演）（祖父の大沢啓二は以前三菱電機製NTTドコモ端末「らくらくホンシンプル」のCMに出演していたことがある）
- 華原朋美 : 替える理由「無期限くりこし」篇（仲間と共演）

### MNP大満足キャンペーンエバンジェリスト
- 美香、マギー審司、鳥越さやか、GTP、ヤン、柿崎順一、柳沢敦、ナナ・イロ、陣内智則、はなわ、田場裕也

2006年4月から2008年末まで。

### ガンガンシリーズ
- 笑福亭鶴瓶（ガンガンメール）
- ハイジ（ガンガントーク）
- 泉ピン子（ガンガン学割）
- 徳光和夫

### auまとめトーク
- 北原佐和子

### Android auシリーズ
- ウサイン・ボルト
- レディー・ガガ

### CMナレーション
- 滝口順平 : 「LISMO Q?・アンジェラ・アキ」篇
- 小林克也 : 「Customer Satisfaction ～お客様満足主義でいこう!～」篇
- 斉藤茂一 : 「誰でも割」篇

### auスマートバリュー
- 尾木直樹（尾木ママ）
- きゃりーぱみゅぱみゅ：2013年10月から2014年1月まで起用。ちなみに同年12月16日から12月25日には期間限定で「クリスマス」篇がオンエアされた。
- 松岡修造：2014年6月2日から同年12月31日までは総合メインキャラクターだったが、2015年3月2日から9月30日までは地域限定版のメインキャラクターとして再び起用された。
- 鈴木梨央：2014年2月20日から2014年12月31日までメインキャラクターとして起用され、「おとくちゃん」名義として出演。
- 江上敬子（ニッチェ）・菊地亜美：2014年7月から12月31日まで「おとくちゃんシリーズ 鈴木梨央」との三姉妹役で、江上が長女「とくこ」、菊地が次女「とくえ」として起用。

### auスマートパス
- 井川遥
- 星飛雄馬（声・古谷徹）
- 森三中
- 緋田康人
- きゃりーぱみゅぱみゅ：2014年3月14日から同年12月31日まで起用。なお、同年3月14日から5月31日までは森三中の大島美幸、および黒沢かずこと共演していた。また2014年8月8日より先述のau WALLETのCMにも（所ジョージとの共演扱いとして）出演していた。

### ビデオパス
- 伊勢谷友介
- 松岡修造
- 柳原可奈子
- ジバニャン（『妖怪ウォッチ』より）：2014年11月21日から同年12月31日まで起用。松岡修造、および柳原可奈子と共演。

### auの学割（2013年度）
- 剛力彩芽
- 森三中
- 前田旺志郎
- 和田アキ子：2013年4月1日から5月31日までサブキャラクターとして起用。「ドッキリゲスト」篇のCMのみ出演。

### auの学割（2014年度）
- モーニング娘。'14[80]：2014年1月22日から6月1日までメインキャラクターとして起用。後述する森三中の大島美幸、および黒沢かずことの架空のコラボレーションアイドルユニット「モリ娘。」[81][82]名義として出演していた。なお、同CMの「特訓」篇、および「U（アンダー）25家族セット割 つんくの発言」篇、「ライブステージ」篇、「U25家族セット割 ライブMC」篇、「モリ娘。の同窓会」篇に挿入されるCMソング「Password is {\displaystyle \scriptstyle \emptyset }」は彼女たちが担当していた[83]。
- 森三中：上記のモーニング娘。'14同様、2014年1月22日から6月1日までメインキャラクターとして起用。このうち大島美幸、黒沢かずこの2人が参加。ただし村上知子は2014年1月当時、産休を控えていたことを理由にモリ娘。には不参加となっていた。
- 哀川翔：2014年1月22日から6月1日までサブキャラクターとして起用。「新メンバー」篇から「モリ娘。の同窓会」篇のCMまで出演。
- つんく♂：2014年1月22日から3月31日までサブキャラクターとして起用。「新メンバー」篇、および「ミーティング」篇、「特訓」篇、「U25家族セット割 つんくの発言」篇のCMに出演。
- 山里亮太（南海キャンディーズ）：2014年4月1日から5月10日までサブキャラクターとして起用。「ライブステージ」篇、および「U25家族セット割 ライブMC」篇のCMに出演。

### auにかえる割
- きゃりーぱみゅぱみゅ：2013年6月から8月まで起用。「きゃりー歌番組」篇、および「のりかえる夏」篇のCMに出演。以前は後述するFULL CONTROL「FULL CONTROL TOKYO」篇のCMに出演していた。後にauスマートバリューのイメージキャラクターに起用。
- 哀川翔：「NMP 社長登場」篇のCMに出演。

### 驚きを、常識に。
- きゃりーぱみゅぱみゅ：「FULL CONTROL TOKYO」篇のCMに出演。
- FLOWER FLOWER：「PERFECT SYNC. / REAL」篇のCMに出演。ちなみに、YUIはソロ時代にLISMOのCMソングに起用されたことがある。

### au loves ジブリキャンペーン
- 庵野秀明（「ジブリの森」篇・「風立ちぬ」篇）

### au 4G LTE
「超高速」篇（2012年11月 - 2013年1月）
- 剛力彩芽
- 井川遥

「URBANO（L01）」篇（2013年6月 - 7月）
- 剛力彩芽
- 井川遥

「ツナガルチカラ/剛力さん」篇（2013年9月 - 10月）
- 剛力彩芽

「ツナガルチカラ/井川さん」篇（2013年9月 - 10月）
- 井川遥

「ツナガルチカラ/大島さん」篇（2013年11月 - 12月）
- 大島美幸（森三中）

「ツナガルチカラ/きゃりーさん」篇（2013年11月 - 12月）
- きゃりーぱみゅぱみゅ

「800MHz/トビラ」篇（2014年1月 - 2月）
- 剛力彩芽
- 福士蒼汰
- 前野朋哉 (後にau三太郎一寸のCM)
- 哀川翔

「800MHz/推理ドラマ」篇（2014年1月 - 2月）
- 福士蒼汰
- 剛力彩芽
- 大和田伸也
- 杉本彩
- 池田成志
- 森三中

「800MHz/トレンディドラマ」篇（2014年3月 - 4月）
- 福士蒼汰
- 剛力彩芽
- 山村紅葉
- 森三中（村上知子は除く）

「800MHz/スポ根ドラマ」篇（2014年4月 - 5月）
- 福士蒼汰
- 剛力彩芽
- 照英
- 森三中（村上知子は除く）

### au WALLET
- 所ジョージ
- きゃりーぱみゅぱみゅ
- 叶姉妹
- 高見沢俊彦（THE ALFEE）

### auひかり
- 土屋アンナ
- 剛力彩芽
- 大島美幸（森三中）
- 黒沢かずこ（森三中）
- 葉加瀬太郎
- 近藤誠人（auひかり セット部長 | クルマ篇・エレベーター篇・雨篇・屋上篇）
- 新舛有紀（auひかり セット部長 | クルマ篇・エレベーター篇・雨篇・屋上篇）
- ハマカワフミエ（auひかり 女刑事ひかり | ガサ入れ篇・人質篇・監禁篇・銃撃戦篇）

### その他
- 松下由樹 : 簡単ケータイS (A101K)
- 宇津井健 : 簡単ケータイS (A101K)
- 中田喜子 : 簡単ケータイ「フラメンコ」篇 (A1406PT)
- 桂歌丸 : 簡単ケータイS (A101K) 、簡単ケータイ (A5528K)
- 綾小路きみまろ：簡単ケータイ(K003/K005/K008/K010)
- 島谷ひとみ : 「Play Music! Play au! キャンペーン」篇
- 田中美保 : 「Back Stage Story」篇、「Xmasコレクション」篇、「絵文字からのお知らせ」篇
- 大桑マイミ : 「Back Stage Story」篇
- 土岐田麗子 : 「Back Stage Story」篇
- 志田未来 : 「親子で、auデビューの春。」篇
- 仲間由紀恵 with ダウンローズ
- 団時朗（仲間と共演）
- 布施明（仲間・速水と共演）
- ホンジャマカ・石塚英彦 : 「ダブル定額」「パケット割」篇
- 次長課長・河本準一 - 「EZ助手席ナビ」篇
- 永瀬正敏 : 「EZ@NAVI」篇、「DION」マイラインサービス（かつて東京デジタルホンのCMに出演していた）
- 布袋寅泰 : 「EZ@NAVI」篇
- 南海キャンディーズ・しずちゃん : 「おサイフケータイ」
- 南海キャンディーズ・山ちゃん : 「家族割ワイドサポート ゆきえは見た」篇
- ペ・ヨンジュン : 「au グローバルパスポート」篇（2008年4月下旬以降にソフトバンクモバイル「815T」のペ・ヨンジュンモデルを発売予定）
- 本田朋子（後にフジテレビアナウンサー。現在フリーアナウンサー） : 「EZチャンネル」の無料番組「EZアップチャンネル」初代MC
- 菊川怜
- 竹野内豊
- 加藤夏希（秋田県限定、広告・エフエム秋田の提供番組のみ）
- ちびまる子ちゃん一家（静岡県限定、キャンペーンポスター・パンフレットのみ）
- 加瀬亮 「学割編」「結婚式編」2000年 : 浅野忠信と共演

## マスコットキャラクター

マスコットキャラクターの一つであるリスモくん

- パピプペンギンズ（「au one My Page」キャラクターデザイン : ひこねのりお）
- リスモくん (「au LISTEN MOBILE SERVICE」キャラクターデザイン : 佐野研二郎)
  - LISXILE(リスザイル)（「LISMO!」×「EXILE」キャンペーンの期間限定コラボレーション限定マスコットキャラクター）
- カバ親子（「ジュニアケータイ」）
- auシカ（沖縄セルラー限定マスコットキャラクター。当該項目参照。）
- auワン（「au one」総合マスコットキャラクター）
  - Mr.コンシェ（「au one」準マスコットキャラクター。前述のauワンの飼い主）
  - Miss コンシェ（「au one」準マスコットキャラクター。Mr.コンシェの妻。Mr.コンシェ同様auワンの飼い主）
- シャべる君（「auの庭で。 家族と、もっと、シャべる。」篇）
- モッタイナイおばけくん（「auスマートバリュー」マスコットキャラクター）
- のりカエル（「auにかえる割」マスコットキャラクター）